# Nathan Aké
Nathan Aké (ur. 18 lutego 1995 w Hadze) – holenderski piłkarz występujący na pozycji obrońcy w angielskim klubie Manchester City oraz w reprezentacji Holandii.

## Kariera klubowa
W 2007 roku Aké dołączył do drużyny ADO Den Haag, gdzie występował w zespole młodzieżowym. Potem przeniósł się do Feyenoordu, skąd w 2012 roku trafił do londyńskiego klubu Chelsea.
30 czerwca 2017 przeniósł się do angielskiego klubu Bournemouth za 23 000 000 funtów.
5 sierpnia 2020 roku przeszedł do Manchesteru City za 41 milionów funtów, podpisując 5-letni kontrakt.

## Życie prywatne
Urodził się w Hadze. Jego ojciec jest Iworyjczykiem. Jest abstynentem. Żonaty z Kaylee Ramman, mają córkę (ur. 2022). 

## Sukcesy

### Chelsea
- Puchar Ligi Angielskiej: 2014/2015
- Liga Europy UEFA: 2012/2013

### Manchester City
- Mistrzostwo Anglii: 2020/2021, 2021/2022
- Puchar Ligi Angielskiej: 2020/2021